# Ida Haendel

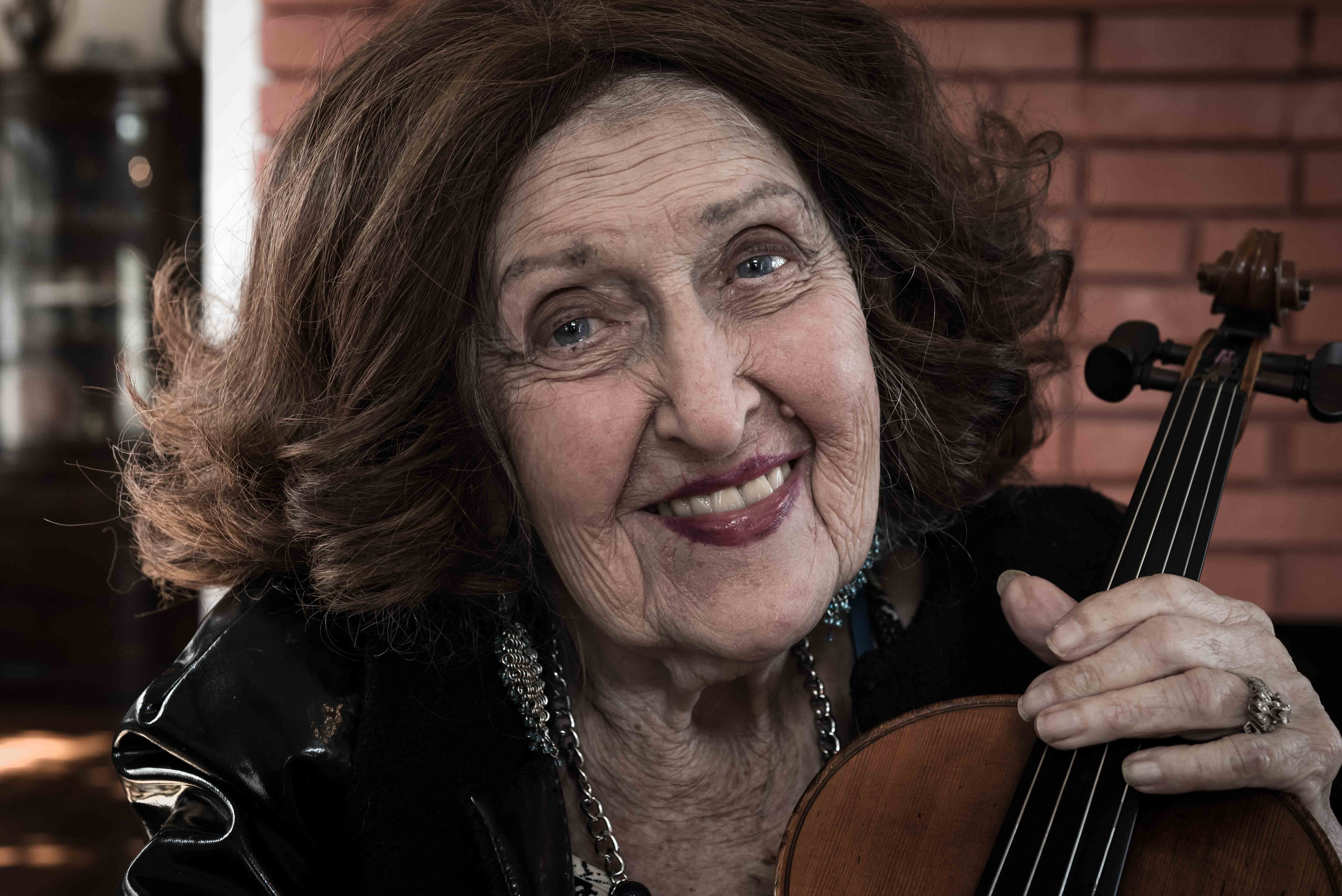
Ida Haendel in 2016

Ida Haendel (Chełm, 15 december 1923 – Pembroke Park, Florida, 1 juli 2020) was een Pools-Brits-Canadees violiste.

## Levensloop
Ida Haendel werd geboren in een Joods-Poolse familie. Toen ze drie was speelde ze al spontaan op een viool en haar talent was duidelijk. Een paar jaar later behaalde ze successen in belangrijke wedstrijden. Ze vertolkte het Vioolconcert van Beethoven toen ze in 1933 laureaat werd in het Chopin Concours in Warschau.
In 1935, amper zeven, nam ze deel aan de Henryk Wieniawski vioolwedstrijd, waaraan ook David Oistrakh en Ginette Neveu deelnamen, en ze werd laureate. Dit maakte het voor haar mogelijk om verder te studeren bij belangrijke muziekpedagogen, onder wie Carl Flesch in Londen en George Enescu in Parijs. In 1937 concerteerde ze voor het eerst in Londen onder de directie van Sir Henry Wood. Dit was het begin van een succesvolle carrière. Haar naam werd decennialang geassocieerd met de Londense Proms, waar ze 68 maal optrad. Tijdens de Tweede Wereldoorlog speelde ze in fabrieken en voor de Amerikaanse en Britse troepen.
Na de oorlog begon ze aan tournees die haar zowat overal ter wereld brachten. Van 1952 tot 1989 woonde ze in Montreal, waar ze door haar regelmatige medewerking met Canadese orkesten een nationale beroemdheid werd. In 1973 was ze de eerste westerse violiste die met het London Philharmonic Orchestra in communistisch China mocht optreden.
Tot de dirigenten met wie ze samenwerkte behoorden Sergiu Celibidache, Piero Gamba, Sir Thomas Beecham, Sir Adrian Boult, Sir Eugene Goossens, Sir Malcolm Sargent, Charles Münch, Otto Klemperer, Sir Georg Solti, Vladimir Ashkenazy, Bernard Haitink, Rafael Kubelík en Simon Rattle. In 1993 trad ze voor de eerste maal op met de Berliner Philharmoniker. In 2006 speelde ze voor paus Benedictus XVI tijdens zijn bezoek aan het naziconcentratiekamp Auschwitz-Birkenau. 
Na 1990 woonde ze in Miami en was er zeer betrokken bij het Miami International Piano Festival.
Tijdens haar carrière, die meer dan zeventig jaar overspant, heeft ze vele opnamen gerealiseerd, met onder meer de vioolconcerten van Sibelius, Tsjaikovski, Mendelssohn, Dvořák, Beethoven, Brahms en Bach. Ze was eveneens gepassioneerd door muziek uit haar eigen tijd en pleitte voor de werken van Bartók, Britten, Walton, Dallapiccola, Pettersson en haar leermeester Enescu.
Haendel is ook zeer actief geweest als leermeester en heeft violisten opgeleid die grote carrières hebben uitgebouwd, onder wie Anne-Sophie Mutter, David Garrett en Maxim Vengerov. Ze werd vaak uitgenodigd als jurylid in internationale vioolwedstrijden.

## Eerbetoon
- In 1991 werd Haendel benoemd tot Commandeur in de Orde van het Britse Rijk (CBE).
- In 2000 werd ze eredoctor bij de Royal College of Music.

## Publicatie
- Woman With Violin. An Autobiography, Victor Gollancz, Londen, 1970, 334 pag. ISBN 978-057500473-3

## Televisie
Ida Haendel is het onderwerp geweest van verschillende tv-documentaires:
- Ida Haendel: A Voyage of Music (1988)
- I Am the Violin (2004)
- Ida Haendel: This Is My Heritage (2011)